# Music on Top
Music on Top (뮤직온탑) è un programma televisivo musicale sudcoreano trasmesso da jTBC live ogni mercoledì nella fascia preserale dall'8 dicembre 2011 al 14 marzo 2012.